# Forum for European Muslim Youth and Student Organisations
Forum for European Muslim Youth and Student Organisations, FEMYSO, är en muslimsk paraplyorganisation för europeiska ungdomsorganisationer, bland andra det islamistiska Muslimska Brödraskapet.
Sveriges Unga Muslimer (SUM) är en av Forum for European Muslim Youth and Student Organisations medlemsorganisationer. SUM:s ordförande Omar Mustafa satt år 2007 i styrelsen för FEMYSO. SUM:s vice ordförande Khaoula Channoufi satt åren 2012-2016 med i styrelsen för FEMYSO. Denne är "Head of Citizenship and Identity".

## Historia
Det första mötet mellan representanter för europeiska muslimska ungdomsorganisationer hölls i Sverige 1995 då utrikesdepartementet och Sveriges Unga Muslimer anordnade konferensen "Islam in Europe". Jeunes Musulmans de France, Young Muslims UK och Sveriges Unga Muslimer vidareutvecklade samarbetet, vilket resulterade i att ett möte hölls i Leicester 1996 med stöd av The Federation of Islamic Organisations in Europe och the Islamic Foundation. Detta möte resulterade i bildandet av Forum for European Muslim Youth and Student Organisations.
År 2012 deltog FEMYSO i ett EU-projekt mot antisemitism, främlingsfientlighet och islamofobi och fick 70 000 euro i bidrag som stöd.
År 2014 erhöll FEMYSO av EU ett bidrag på cirka 50 000 euro inom ramarna för Erasmus samt 35 000 euro år 2015.

## Ledning
- Khallad Swaid var president för FEMYSO åren efter 2002.[9]
- Ibrahim El-Zayad, även styrelsemedlem i FIOE, satt i styrelsen för FEMYSO under valperioden 2007-2011.[9]
- Oguz Ücüncü, generalsekreteraren för Millî Görüş, satt även i FEMYSO:s styrelse från 2007 till 2011.[9]